# عجلتون
تصغير
عجلتون هي قرية لبنانية من قرى قضاء كسروان في محافظة جبل لبنان.
يبلغ عدد سكانها حوالي 4000 نسمة تقريباً، ترتفع عن سطح البحر بواقع 850متر، تتميز بصيف ساحر ودرجة حرارة رائعة، وشتاؤها متوسط حيث تبلغ كثافة تساقط الثلوج إلى 20سم في شهور يناير وفبراير ومارس، فيها مساحات واسعة من المزروعات كأشجار الزيتون والكرمة والتين والفواكه بشكل عام، تتوسطها كنيسة تاريخية تسمى كنيسة «مار زخيا العجائبي» الأثرية والتي يعود تاريخ بناؤها إلى أكثر من 500 عام، وشيدت على انقاض الكنيسة القديمة.
يسكنها العديد من العائلات اللبنانية العريقة منها آل الخازن وآل غصن وآل البريدي وآل مالك وآل الهاروني وآل صفير وآل خليفة... وعدداً من العائلات الكريمة الأخرى، يتميز ابناؤها بالكرم وحسن الضيافة، ويذكر أن العديد من شبابها اشتهروا بدراسة قطاع السياحة والفندقة ومنهم الشيف «نجيب البطرك» والشيف «توفيق الهاروني» وغيرهم...
وشغل عددأً من أبناءها عدداً من المناصب والمسئوليات السياسية والاشتغال بالشأن العام منهم الأخوين فيليب وحبيب الخازن والشيخ كلوفيس الخازن والشيخ الياس الخازن...
ونذكر أحد أشهر أبناء الطائفة المارونية الأب جليل بولس صفير، عميد كلية اللاهوت في جامعة الروح القدس بالكسليك، حيث شغل منصب كاهن رعية «مار زخيا عجلتون».

## أعلام
- هلن الخال
- يوسف بطرس الخازن